# Étienne Hirsch
Étienne Hirsch (n. 24 ianuarie 1901, Paris, Franța – d. 17 mai 1994, Paris, Franța) a fost inginer civil francez de origine iudaică și membru al Rezistenței franceze în timpul celui de-al doilea război mondial. A fost președinte al Comisiei Comunității Europene a Energiei Atomice între 1959 și 1962 (a se vedea Comisia Hirsch).